# Metropolitní region Vídeň-Bratislava
Metropolitní region Vídeň-Bratislava je metropolitní region ve Střední Evropě zahrnující některá  území Rakouska a Slovenska. Mimo dvou centrálních a hlavních měst, Vídně a Bratislavy, zahrnuje také slovenské kraje Bratislavský a Trnavský, na území Rakouska pak spolkové země Burgenland a Dolní Rakousko. Žije zde okolo 4,6 miliónu obyvatel.